# Wolf Petersen
Wolf Petersen (* 4. April 1922 in München; † 1980; eigentlich: Wolfgang Kupffender) war ein deutscher Schauspieler, Hörspiel- und Synchronsprecher.

## Leben
Wolf Petersen wurde als Sohn des praktischen Arztes Rudolf Kupffender geboren. Nach dem Abitur besuchte er eine Schauspielschule. Von 1939 bis 1946 folgten Wehrdienst und Kriegsgefangenschaft. Ab dem Jahr 1947 war er an unterschiedlichen Theatern engagiert.
Wolf Petersen wirkte in verschiedenen Film-, Fernseh- und Hörspielproduktionen mit.
Er trat in den 1950er Jahren in vielen Heimatfilmen, wie Die Prinzessin von St. Wolfgang von Harald Reinl mit Marianne Hold, Gerhard Riedmann, Annie Rosar und Joe Stöckel, auf. Zudem war Wolf Petersen auch in den Spielfilmen Ein Lied geht um die Welt aus dem Jahr 1958 von Géza von Bolváry mit Hans Reiser, Theo Lingen und Karl Lieffen und Das schwarze Schaf mit Heinz Rühmann, Lina Carstens, Siegfried Lowitz und Fritz Rasp in der Regie von Helmuth Ashley zu sehen.
In den 1960er Jahren erhielt Wolf Petersen verstärkt Rollen in Fernsehproduktionen wie in dem Durbridge–Mehrteiler Es ist soweit und den Fernsehserien Die seltsamen Methoden des Franz Josef Wanninger, Raumpatrouille und Kommissar Brahm. Ab dem Jahr 1970 kamen auch einige Auftritte in Sexfilmen wie Schulmädchen-Report: Was Eltern nicht für möglich halten und Erotik im Beruf – Was jeder Personalchef gern verschweigt hinzu.
Er arbeitete auch als Synchronsprecher, meist für kleine Nebenrollen. So konnte man Wolf Petersen unter anderem in der James–Bond–Parodie Casino Royale und in den Spielfilmen Papillon und Der große Eisenbahnraub als deutsche Stimme hören. Eine seiner wenigen Synchron-Hauptrollen hatte er für Dennis Price in dem Gruselfilm Die Nacht der offenen Särge.

## Filmografie (Auswahl)
- 1950: Schicksal am Berg
- 1952: Die schöne Tölzerin
- 1954: Unternehmen Edelweiß
- 1955: Die Wirtin an der Lahn
- 1955: Mädchen ohne Grenzen
- 1956: Douglas Fairbanks Jr., Presents (Fernsehserie) – The Dunce (als Paul Mueller)
- 1956: Die Magd von Heiligenblut
- 1957: Die Prinzessin von St. Wolfgang
- 1957: Don Carlos (Fernsehfilm)
- 1958: Ein Lied geht um die Welt
- 1958: Worüber man nicht spricht
- 1960: Jeanne D’Arc auf dem Scheiterhaufen (Fernsehfilm)
- 1960: Es ist soweit (Fernsehserie) – sechs Folgen
- 1960: Das schwarze Schaf
- 1960: Ein Weihnachtslied in Prosa oder Eine Geistergeschichte zum Christfest (Fernsehfilm)
- 1963–1964: Interpol (Fernsehserie):
  - Der Trick mit dem Schlüssel
  - Herz ist Trumpf
  - Die Dame mit dem Spitzentuch
- 1966: Die seltsamen Methoden des Franz Josef Wanninger (Fernsehserie) – Ballgeflüster
- 1966: Raumpatrouille (Fernsehserie) – Deserteure
- 1967: Der dritte Handschuh (Fernseh-Zweiteiler)
- 1967: Der Zündholzkönig – Der Fall Ivar Kreuger (Fernsehfilm)
- 1967: Kommissar Brahm (Fernsehserie) – Silo III
- 1967: Das Attentat – Schleicher: General der letzten Stunde  (Fernsehfilm)
- 1970: Paul Temple (Fernsehserie) – zwei Folgen
- 1970: Schulmädchen-Report: Was Eltern nicht für möglich halten
- 1970: Merkwürdige Geschichten (Fernsehserie) – Bild der Zukunft
- 1971: Erotik im Beruf – Was jeder Personalchef gern verschweigt
- 1971: Paragraph 218 – Wir haben abgetrieben, Herr Staatsanwalt
- 1972: Im bayerischen Stil (Fernsehfilm)
- 1973: Die Schlange (Le serpent)
- 1976: Rosemaries Tochter
- 1976: Unordnung und frühes Leid
- 1977: Die Jugendstreiche des Knaben Karl
- 1978: Ehrlich währt am längsten (Fernsehfilm)
- 1980: Die Undankbare (Fernsehfilm)

## Hörspiele (Auswahl)
- 1955: Der Schmied von Kochel
- 1955: Das Mädchen vom Moorhof
- 1955: Hundert Minuten zu früh
- 1957: Serenade in Mi und Mau
- 1957: Die Ballade vom halben Jahrhundert
- 1957: Der Komödienstadel – Das Attentatskistl; Die Gerichtsverhandlung; Späte Entdeckung
- 1958: Lauter Engel um Monsieur Jacques
- 1959: Barabas
- 1960: Peter Voss, der Millionendieb (Hörspielreihe)  – Peter Voss macht sich auf den Weg
- 1960: Inspektor Hornleigh (Hörspielreihe)  – Der Tod und der Nachtwächter
- 1960: Der Passauer Wolf
- 1961: Die Morgenröte
- 1961: Kean oder Genie und Leidenschaft
- 1962: Immobilien
- 1965: Übers Wasser ist ein Weg
- 1974: Informationsfluss AG

## Synchronisation (Auswahl)
- 1967: Casino Royale
- 1972: Bill McKay – Der Kandidat
- 1973: Der junge Löwe
- 1973: Papillon
- 1975: 700 Meilen westwärts
- 1975: Lenny
- 1975: Funny Lady
- 1976: Mein Name ist Gator
- 1977: Network
- 1977: Ich bin der Größte
- 1979: Der große Eisenbahnraub